# 蒋国雄
蒋国雄（1930年—1987年），男，江苏常州人，中国高电压工程专家，曾任西安交通大学教授、博士生导师。